# Phare de Kerdonis
Le phare de Kerdonis est situé  sur la pointe de Kerdonis, à l'extrémité-est de Belle-Île-en-Mer, dans le Morbihan.
C'est une maison-phare typique.
Non gardiennée, elle ne se visite pas.

## Héroïsme de la famille du gardien
Le 18 avril 1911, le gardien, meurt à la suite d'un malaise en nettoyant la lentille du phare. Sa femme et ses enfants prennent le relais afin d'assurer la continuité du service du phare. Comme, à la suite du nettoyage commencé par le gardien, le mécanisme était partiellement démonté, ils doivent l'actionner à la main durant toute la nuit. Relaté dans une lettre de M. Raissac, percepteur à Belle-Île, publiée le 6 juin par le Figaro et reprise par toute la presse, cet acte héroïque fait grand bruit au sein de l'opinion nationale et même internationale et Théodore Botrel écrit une chanson, Les Petits Gardiens du feu, en l'honneur des petits héros et de leur maman.
Dès le 16 juin, l’État reconnaît le courage de cette famille et Charles Dumont, ministre des Travaux publics, Postes et Télégraphes décerne à Mme veuve Matelot, née Eugénie Bedex, la médaille d'honneur des travaux publics.

## Données nautiques
La codification sur la carte marine 7033 du SHOM est
FI (3) R 15s 15M ce qui signifie
- c'est un feu à éclats  (FI)
- c'est un feu à 3 éclats groupés (3)
- c'est un feu de couleur rouge (R)
- la fréquence est de 15 secondes (15s)
- la portée est de 15 nautiques

(carte 7033 du SHOM)
Rythme : L-0=3 s / L-0=3 s / L-0=9 s T=15 s
(DIRM NAMO)

## Galerie

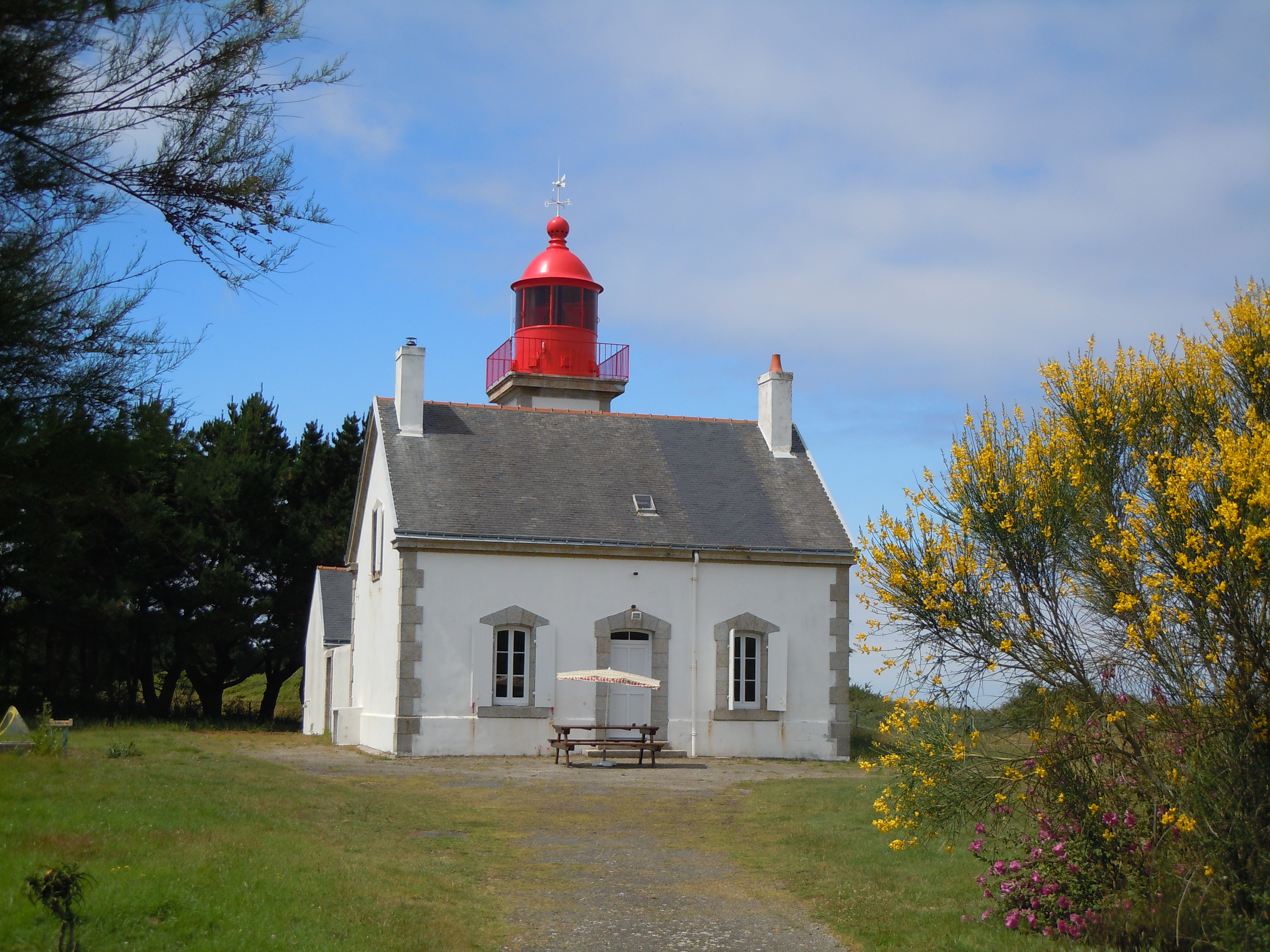
Le phare en 2012